# 마크 로런스

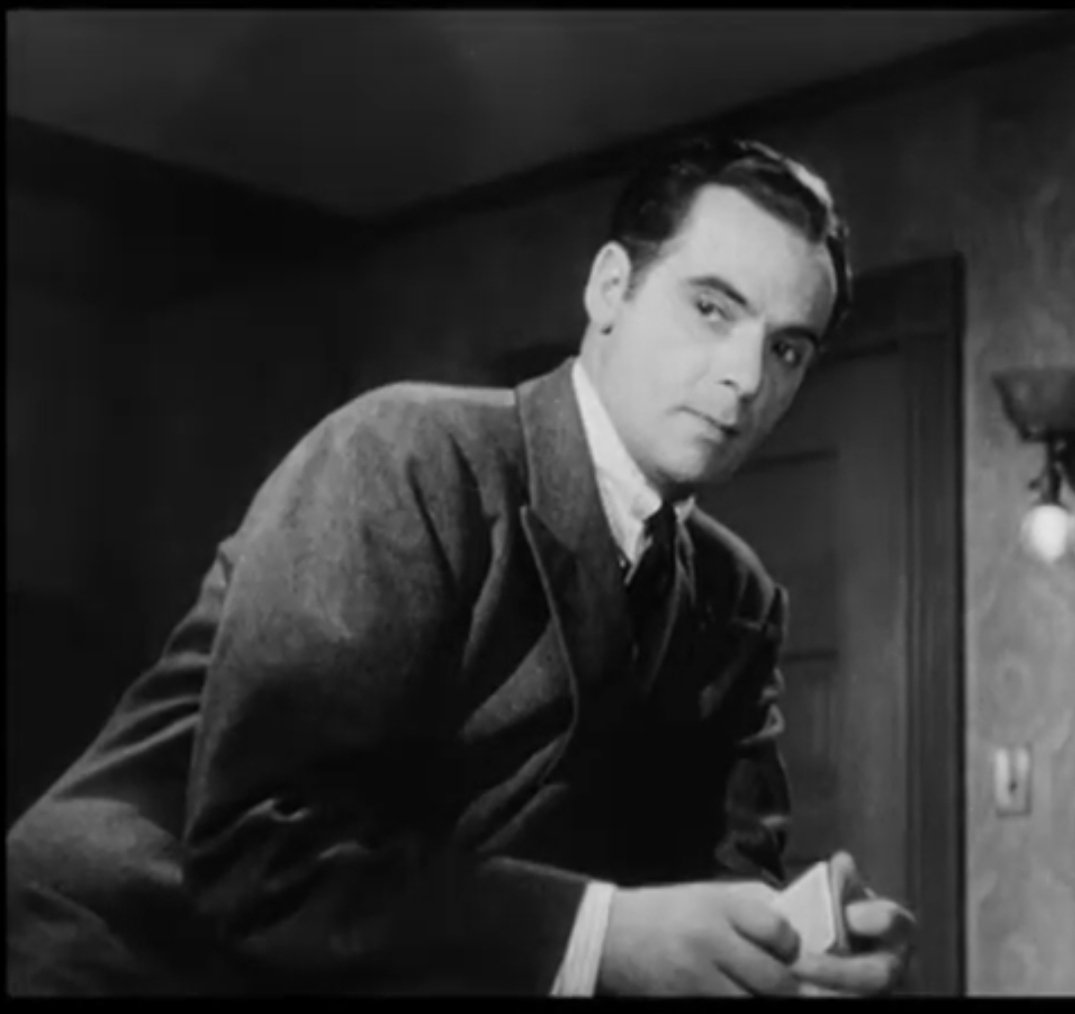

마크 로런스(Marc Lawrence, 1910년 2월 17일 ~ 2005년 11월 27일)는 미국의 배우, 영화배우, 텔레비전 배우, 각본가이다.
뉴욕에서 태어났으며 팜스프링스에서 사망하였다. 사인은 심근 경색이다.

## 방송
- 패밀리 타이즈

## 영화
- 노엘 (2019년)
- 한 번 더 해피엔딩 (2014년)
- 노잉 (2009년) - 기관사 역
- 들어는 봤니? 모건 부부 (2009년)
- 그 여자 작사 그 남자 작곡 (2007년)
- 레이디 포토그래퍼의 유혹 (2005년)
- 미스 에이전트 2: 라스베가스 잠입사건 (2005년)
- 투 윅스 노티스 (2002년)
- 미스 에이전트 (2000년)
- 도시 탈출 (1999년)
- 포스 오브 네이처 (1999년)
- 뮤츄얼 니즈 (1997년)
- 더블 섹스 (1997년)
- 핫라인 (1996년)
- 스위티 밸리 하이 (1994년)
- 스타 만들기 (1993년)